# جوزجان

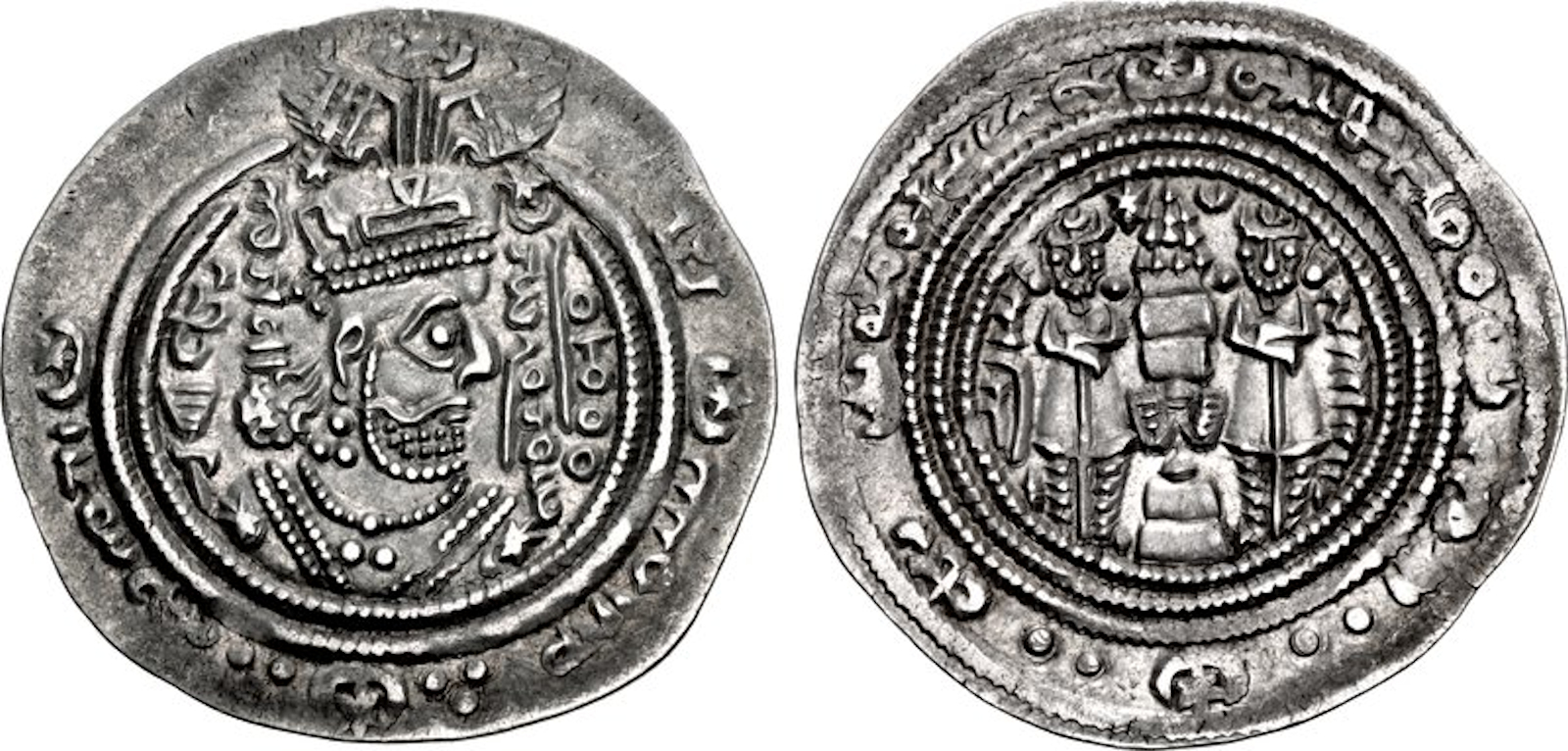
عملة جوزكان تعود لعام 688 م.

جوزجان (بالفارسية: گوزگان)، والمعروفة أيضًا باسم كوزكان أو قوزغان أو جوزجانان كانت منطقة تاريخية وإمارة من العصور الوسطى المبكرة في ما يعرف الآن بشمال أفغانستان.

## أصل الكلمة
كانت المنطقة تُعرف باسم "جوزجان" أو بصيغة الجمع "جوزجانان" ومن هنا قد اشتق المستشرق فلاديمير مينورسكي الاسم من كلمة تعني "الجوز"، وهو منتج لا تزال المنطقة معروفة به حتى اليوم. واقترح عالم القرن التاسع عشر هنري جورج رافيرتي أن صيغة الجمع نشأت من تقسيم البلاد إلى قسمين على ضفاف نهر المرغاب.

## جغرافية

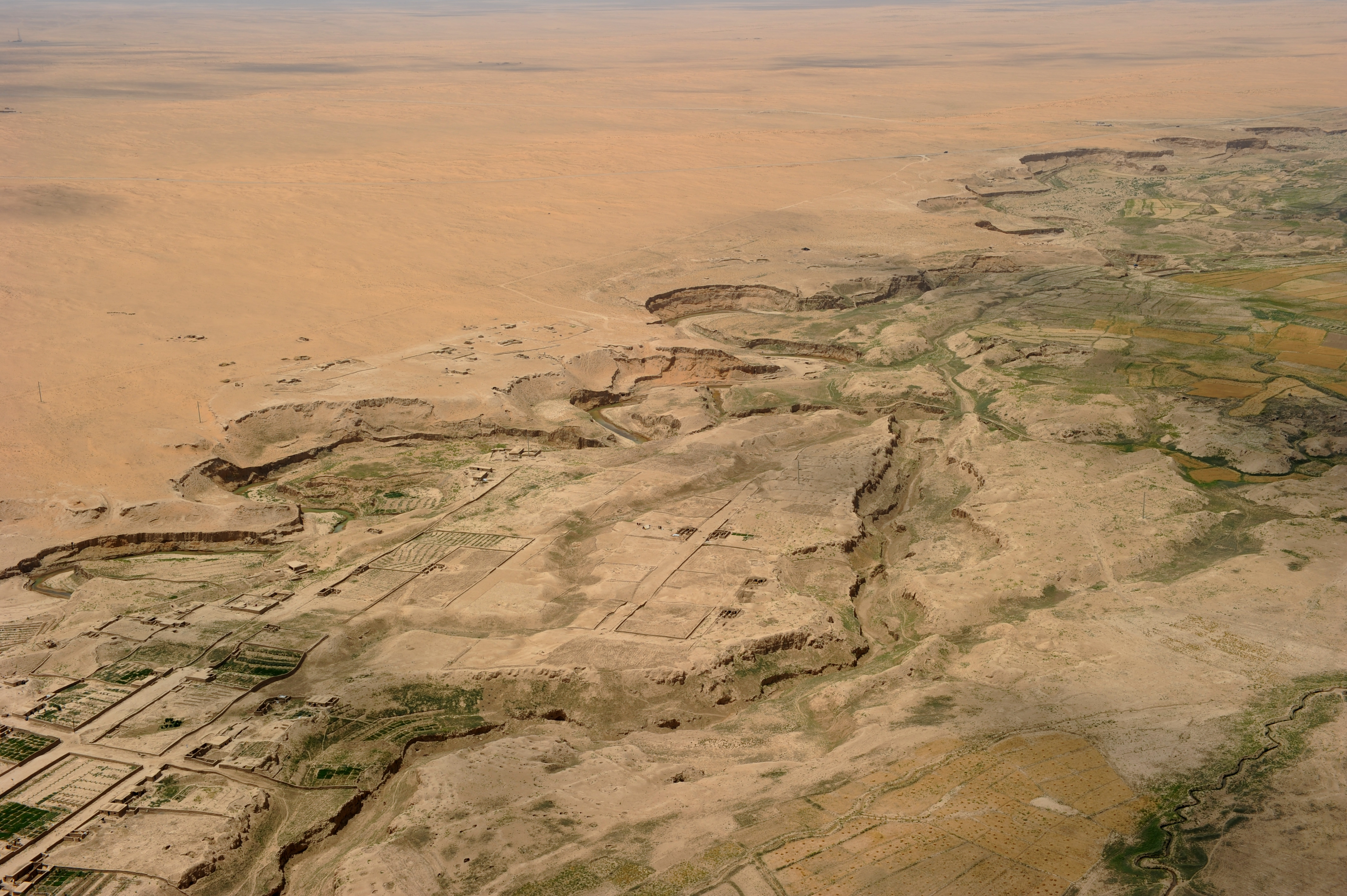
تيار بالقرب من ولاية جوزجان

لم يتعرف على حدود جوزغان بشكل جيد أبدًا وتقلبت بشكل كبير مع مرور الوقت. من المؤكد أنها لا علاقة لها بالحدود الإدارية الحديثة لولاية جوزجان، التي سميت باسمها، أو ولاية فارياب المجاورة، ولكنها شملت تاريخيًا الأراضي المحيطة ببلدات ميمنه (عاصمة ولاية فارياب)، وأنخوي، وشبرغان (عاصمة ولاية جوزجان). و سربل (عاصمة ولاية سربل). تقع المنطقة في المنطقة الانتقالية بين سهوب آسيا الوسطى والهضبة الإيرانية، وتتميز بمزيج من السكان المستقرين والحضريين في وديان الأنهار الخصبة، إلى جانب القبائل البدوية الرعوية،ويعني موقعها أيضًا أنها كانت تستخدم في كثير من الأحيان كطريق للجيوش التي تسير من وإلى إيران وإلى آسيا الوسطى.

## تاريخ
في أوائل القرن السابع، كانت منطقة جوزجان تُعتبر جزءًا من طخارستان. كما تشهد الوثائق القانونية التي يرجع تاريخها مبدئيًا إلى أواخر القرن السابع وأوائل القرن الثامن، كانت المنطقة خاضعة لسيطرة عائلة محلية استخدمت بلد جوزجان كاسم للسلالة، وهي عادة كانت سائدة في ذلك العصر. وسمي العديد منهم، بما في ذلك Zhulad Gozgan ، وSkag Gozgan، الذي يُفترض أنه أحد خلفائه.
وتقع مملكة روب، التي عثر فيها على العديد من الوثائق باللغة البخترية، إلى الجنوب الشرقي من مملكة جوزجان.

### الفتح الإسلامي
فتحت جوزجان بقيادة الأحنف بن قيس عام 653/4، كجزء من الفتح الإسلامي لبلاد فارس. لكن خلال حكم الخليفة الراشد علي بن أبي طالب (656-661)، تراجعت الفتوحات من شرق إيران، حتى نيسابور وتمكن بيروز الثالث الساساني السيطرة بمساعدة يبغو طخارستان على سجستان.واستولت أسرة تانغ على الخاقانية التركية الغربية في عام 657 م، وأصبحت معظم أراضيها محمية لسلالة تانغ، ونظمت في قيادات إقليمية، كما كان الحال بالنسبة لمنطقة جوزجان.
في عام 737، كانت المنطقة موقعًا لمعركة خاريستان الحاسمة بين العرب تحت قيادة أسد بن عبد الله القسري، والتروجش تحت قيادة الخاقان سلوق. في عام 743، قام العلوي يحيى بن زيد بن علي، بغزو جوزجان لكنه هُزِم وقُتل فيها على يد قوات الوالي الأموي نصر بن سيار الكناني. وأصبح قبره فيما بعد مزاراً للشيعة. في العصر العباسي، كان الحاكم المحلي يقيم في الأنبار، وربما سربل الحديثة، لكن روايات أخرى تذكر شيبرغان كعاصمة، واعتبر الجغرافيان شمس الدين المقدسي وياقوت الحموي اليهودية هي العاصمة.